# Typhlodromus pseudopyri
Typhlodromus pseudopyri är en spindeldjursart som beskrevs av Ehara och Hiroshi Amano 1998. Typhlodromus pseudopyri ingår i släktet Typhlodromus och familjen Phytoseiidae. Inga underarter finns listade i Catalogue of Life.